# Гергард Аді
Гергард Аді (нім. Gerhard Ady; 5 вересня 1923, Галле — 22 травня 1991) — німецький офіцер-підводник, оберлейтенант-цур-зее крігсмаріне.

## Біографія
23 вересня 1940 року вступив на флот. Пройшов курс підводника і практику вахтового офіцера на підводному човні U-652. З грудня 1942 по березень 1943 року — вахтовий офіцер в 24-й флотилії. З квітня 1943 року — 2-й вахтовий офіцер на U-672. В березні-квітні 1944 року пройшов курс командира човна. В квітні-липні 1944 року — командир U-704, з 17 липня 1944 по 5 квітня 1945 року — U-677. В квітні був переданий в розпорядження 31-ї флотилії, проте не отримав нового призначення.

## Звання
- Кандидат в офіцери (23 вересня 1940)
- Морський кадет (1940)
- Фенріх-цур-зее (1 серпня 1941)
- Оберфенріх-цур-зее (1 липня 1942)
- Лейтенант-цур-зее (1 січня 1943)
- Оберлейтенант-цур-зее (1 жовтня 1944)

## Нагороди
- Нагрудний знак підводника (1941)
- Залізний хрест 2-го класу (1942)